# カヴァキーニョ

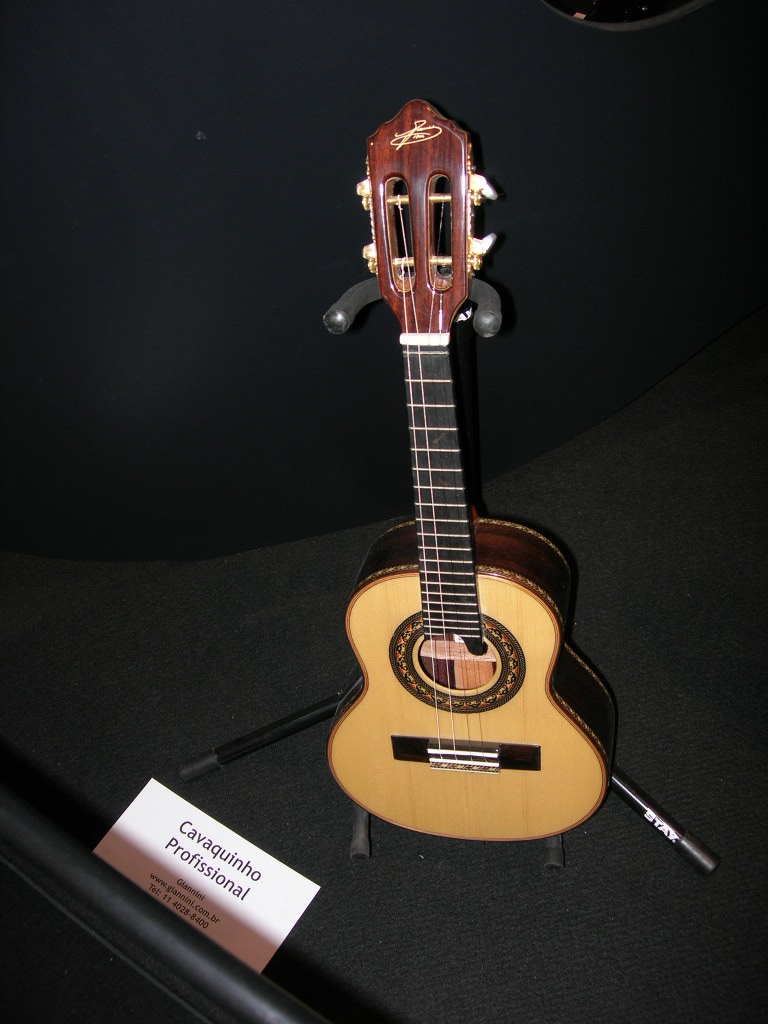
カヴァキーニョ

カヴァキーニョ（ポルトガル語：Cavaquinho）はブラジルを中心としたポルトガル語圏の音楽で使われる弦楽器。ブラジルのサンバやショーロ、カーボベルデのモルナなどで演奏される。カヴァコ（ポルトガル語：Cavaco）とも称される。

## 概要
ポルトガルから渡ってきた移民たちが持ち込んだマチェーテもしくはブラギーニャという民族楽器を起源とする。同様にポルトガルからハワイに渡ったものはウクレレに、インドネシアに渡ったものはクロンチョンに変化していった。本来の呼び名はカヴァコ（Cavaco）であるが、この楽器が小さいことから、指小辞の「nho（ンニョ）」を愛称としてつけて、カヴァキーニョと呼ばれるようになったといわれる。
鉄弦・4弦で、標準的な調弦はD-G-B-DもしくはD-G-B-E。パリェタと呼ばれるナイロン製の薄いピックで演奏される。
1980年代に、パゴーヂ（サンバの一形態）を演奏するフンド・ジ・キンタルというバンドのメンバーだったアルミール・ギネトが従来のカヴァキーニョの胴をバンジョーの胴に変えて演奏、これにより音量が大きくなった。現在はこれをバンジョー・カヴァコ、バンジョー･カヴァキーニョと呼んでいる。

## 著名な演奏家
- パウリーニョ・ダ・ヴィオラ
- エンヒッキ・カゼス
- ワルヂール・アゼヴェード
- ルシアナ・ハベーロ